# Languenan
Languenan [lɑ̃ɡnɑ̃] est une commune française située dans le département des Côtes-d'Armor, en région Bretagne.

## Géographie

### Localisation
Languenan se trouve à 11 km au nord-ouest de Dinan.

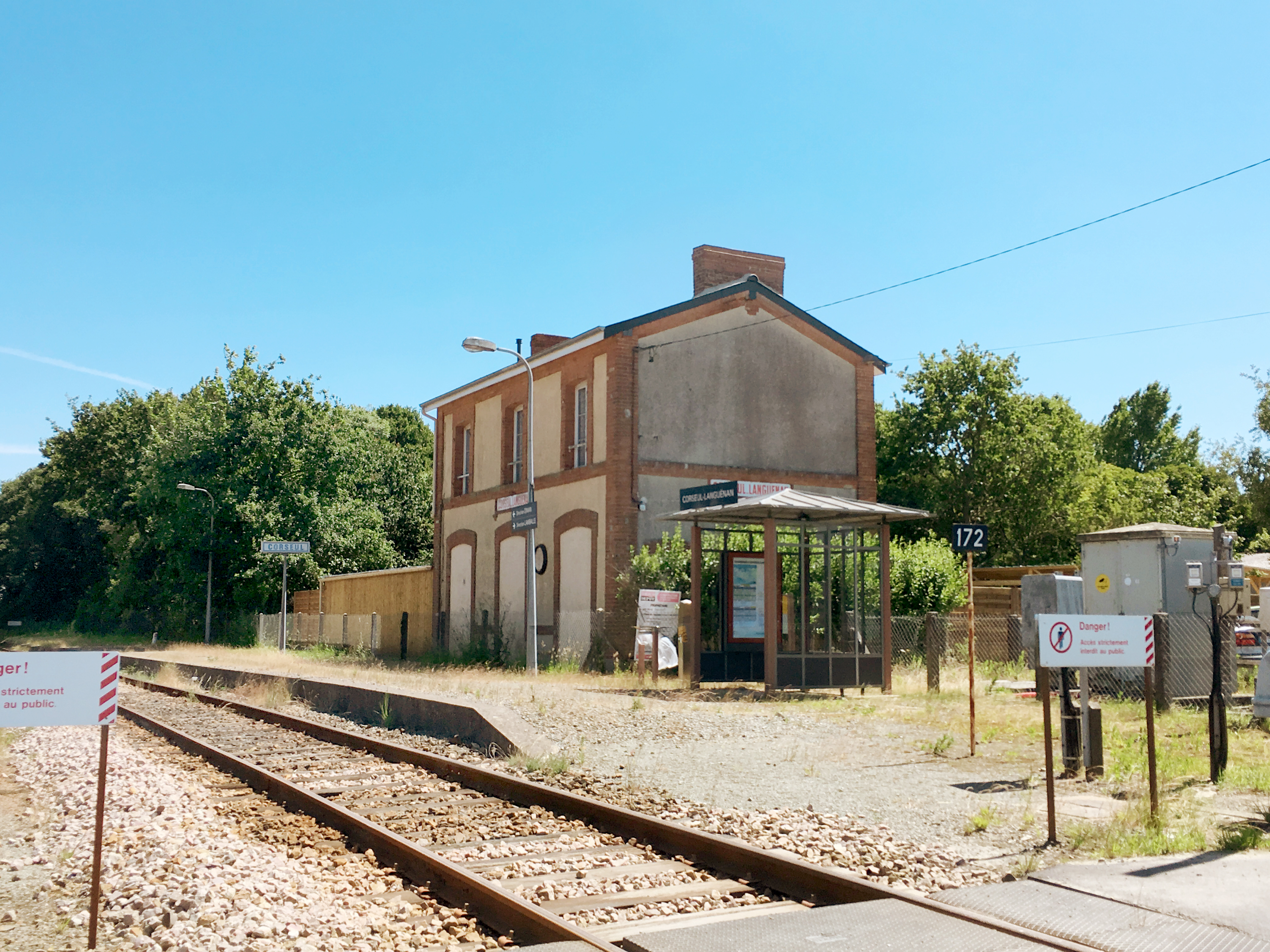
La gare.

Il est concerné par le projet de parc naturel régional Vallée de la Rance - Côte d'Émeraude,.
La commune est desservie par la gare de Corseul - Languenan située sur la ligne de Lison à Lamballe et desservie par des trains TER Bretagne circulant entre les gares de Dinan et de Saint-Brieuc (ligne TER no 24). Certains sont prolongés au-delà de Dinan, vers Dol-de-Bretagne.

### Communes limitrophes
Les communes limitrophes sont  Beaussais-sur-Mer, Corseul, Créhen, Pleslin-Trigavou et Taden.
| Créhen  | Beaussais-sur-Mer | Pleslin-Trigavou |
|         | Languenan         |                  |
| Corseul |                   | Taden            |

### Hydrographie
Pour un article plus général, voir Réseau hydrographique des Côtes-d'Armor.
La commune est située dans le bassin Loire-Bretagne. Elle est drainée par le Floubalay et le ruisseau du Pont ravier,,.
Le Floubalay, d'une longueur de 12 km, prend sa source dans la commune  et se jette  dans la Manche au niveau de la baie de Lancieux en limite de Lancieux et de Beaussais-sur-Mer. 

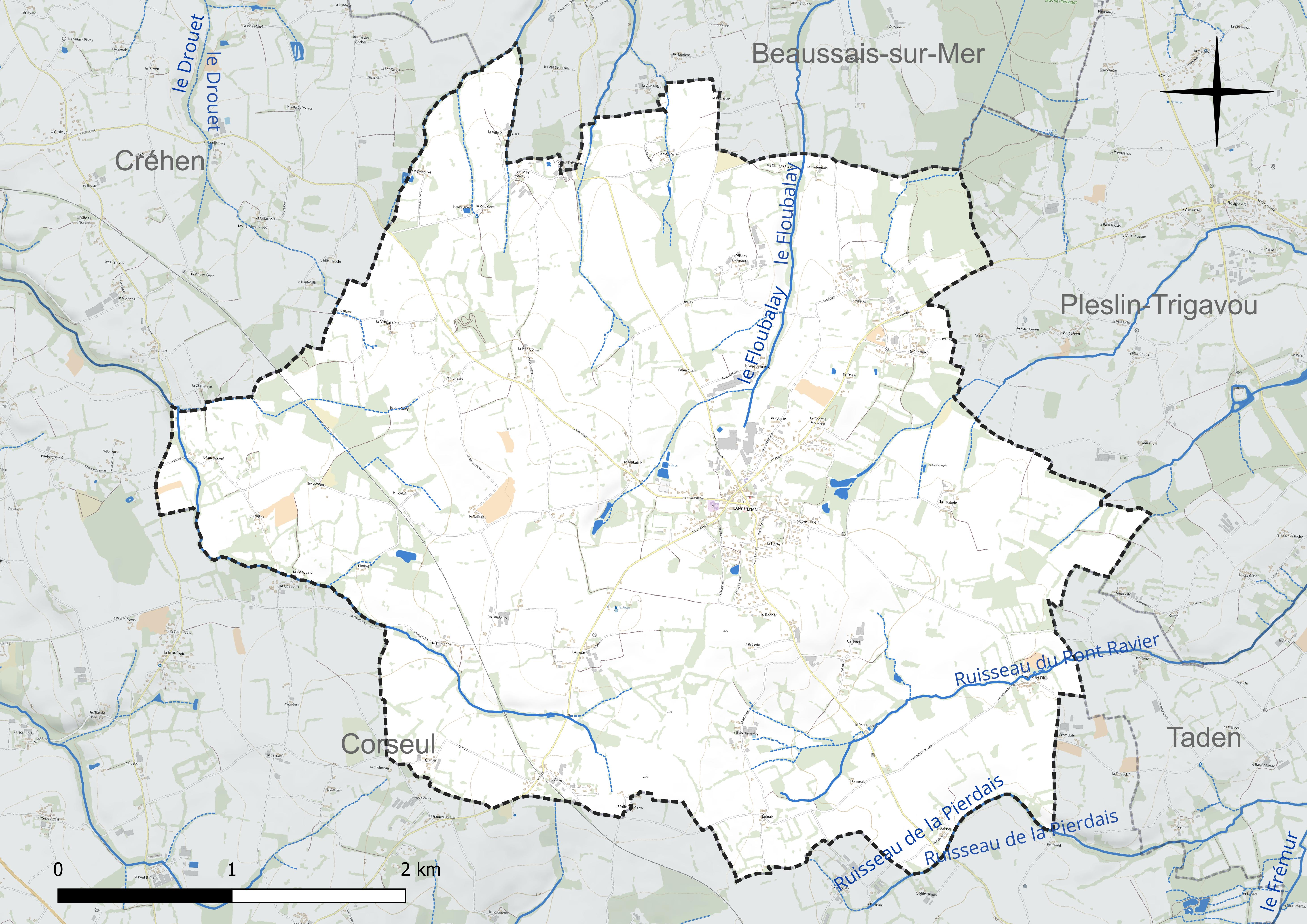
Réseau hydrographique de Languenan.

### Climat
Pour des articles plus généraux, voir Climat de la Bretagne et Climat des Côtes-d'Armor.
En 2010, le climat de la commune est de type climat océanique franc, selon une étude du CNRS s'appuyant sur une série de données couvrant la période 1971-2000. En 2020, Météo-France publie une typologie des climats de la France métropolitaine dans laquelle la commune est exposée à un climat océanique et est dans la région climatique Bretagne orientale et méridionale, Pays nantais, Vendée, caractérisée par une faible pluviométrie en été et une bonne insolation. Parallèlement l'observatoire de l'environnement en Bretagne publie en 2020 un zonage climatique de la région Bretagne, s'appuyant sur des données de Météo-France de 2009. La commune est, selon ce zonage, dans la zone « Intérieur  », exposée à un climat médian, à dominante océanique.
Pour la période 1971-2000, la température annuelle moyenne est de 11,3 °C, avec  une amplitude thermique annuelle de 11,7 °C. Le cumul annuel moyen de précipitations est de 772 mm, avec 12,2 jours de précipitations en janvier et 6,8 jours en juillet. Pour la période 1991-2020, la température moyenne annuelle observée sur la station météorologique la plus proche, située sur la commune de Pleurtuit à 9 km à vol d'oiseau, est de 11,9 °C et le cumul annuel moyen de précipitations est de 752,0 mm,. Pour l'avenir, les paramètres climatiques de la commune estimés pour 2050 selon différents scénarios d’émission de gaz à effet de serre sont consultables sur un site dédié publié par Météo-France en novembre 2022.

## Urbanisme

### Typologie
Au 1er janvier 2024, Languenan est catégorisée bourg rural, selon la nouvelle grille communale de densité à 7 niveaux définie par l'Insee en 2022.
Elle est située hors unité urbaine. Par ailleurs la commune fait partie de l'aire d'attraction de Dinan, dont elle est une commune de la couronne,. Cette aire, qui regroupe 25 communes, est catégorisée dans les aires de moins de 50 000 habitants,.

### Occupation des sols

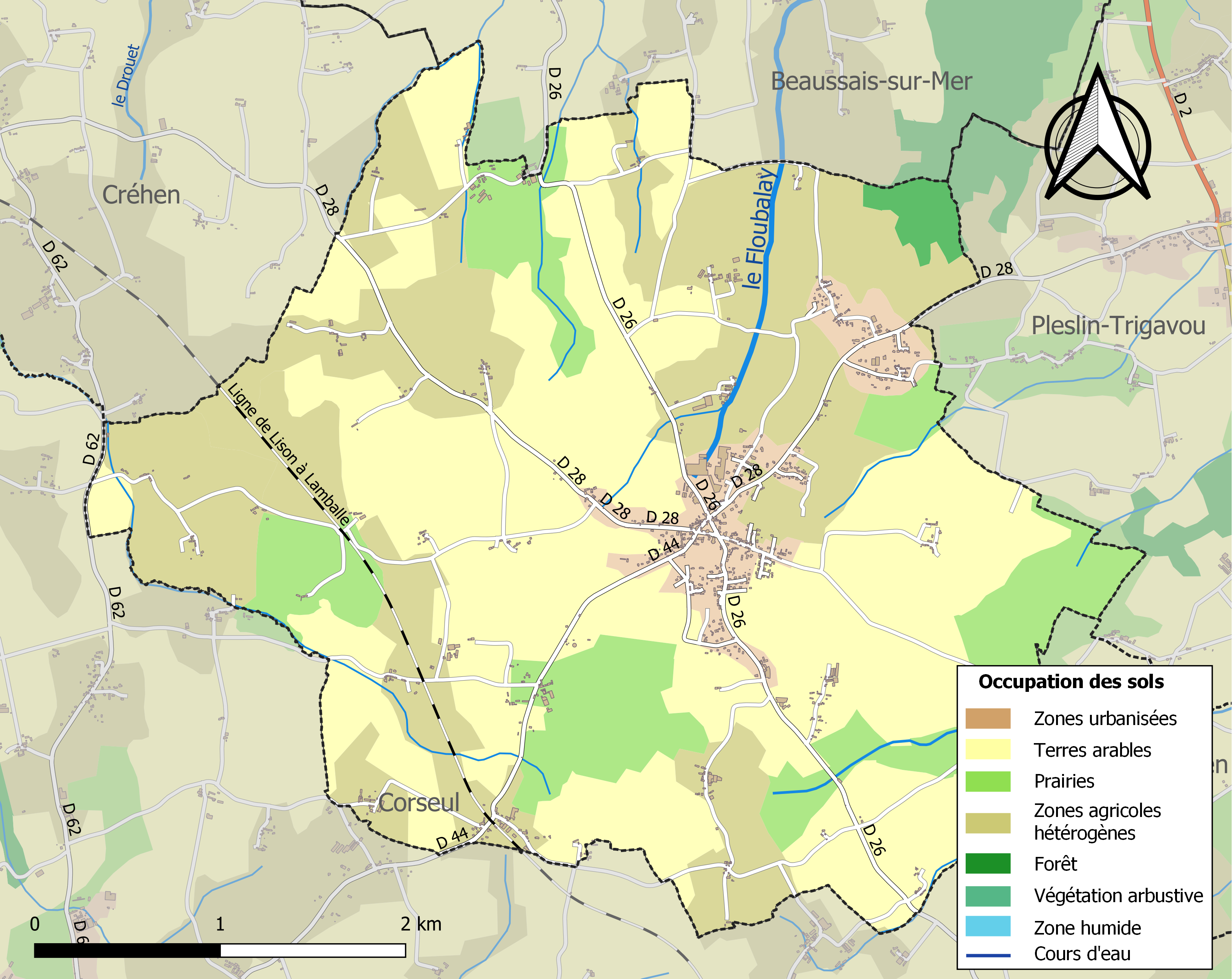
Carte des infrastructures et de l'occupation des sols de la commune en 2018 (CLC).

L'occupation des sols de la commune, telle qu'elle ressort de la base de données européenne d’occupation biophysique des sols Corine Land Cover (CLC), est marquée par l'importance des territoires agricoles (93,8 % en 2018), en diminution par rapport à 1990 (96,2 %). La répartition détaillée en 2018 est la suivante : 
terres arables (47 %), zones agricoles hétérogènes (32,1 %), prairies (14,7 %), zones urbanisées (5,2 %), forêts (0,9 %). L'évolution de l’occupation des sols de la commune et de ses infrastructures peut être observée sur les différentes représentations cartographiques du territoire : la carte de Cassini (XVIIIe siècle), la carte d'état-major (1820-1866) et les cartes ou photos aériennes de l'IGN pour la période actuelle (1950 à aujourd'hui).

### Habitat et logement
En 2018, le nombre total de logements dans la commune était de 580, alors qu'il était de 554 en 2013 et de 516 en 2008.
Parmi ces logements, 80,9 % étaient des résidences principales, 11,2 % des résidences secondaires et 7,9 % des logements vacants. Ces logements étaient pour 95 % d'entre eux des maisons individuelles et pour 4,7 % des appartements.
Le tableau ci-dessous présente la typologie des logements à Languenan en 2018 en comparaison avec celle des Côtes-d'Armor et de la France entière. Une caractéristique marquante du parc de logements est ainsi une proportion de résidences secondaires et logements occasionnels (11,2 %) inférieure à celle du département (16,2 %) mais supérieure à celle de la France entière (9,7 %). Concernant le statut d'occupation de ces logements, 77,8 % des habitants de la commune sont propriétaires de leur logement (78,1 % en 2013), contre 71,1 % pour les Côtes-d'Armor et 57,5 % pour la France entière.
| Typologie                                               | Languenan | Côtes-d'Armor | France entière |
| ------------------------------------------------------- | --------- | ------------- | -------------- |
| Résidences principales (en %)                           | 80,9      | 75            | 82,1           |
| Résidences secondaires et logements occasionnels (en %) | 11,2      | 16,2          | 9,7            |
| Logements vacants (en %)                                | 7,9       | 8,8           | 8,2            |

### Énergie
Le 9 septembre 2021, un vote du conseil municipal est proposé par le maire, Jean Salaün, concernant la création d'une importante station de méthanisation permettant la production de 150 m3/h de gaz, portée par dix agriculteurs des environs, station qui serait réalisée sur un terrain situé le long de la RD 26 (route du Plessix-Balisson), projet non soutenu par ses élus. Un débat entre la SAS des Verts-Sapins et l'association du Frémur à l'Arguenon eu lieu alors lieu,,. Le projet, autorisé par arrêté préfectoral du 5 juillet 2022 permettant le traitement 77 tonnes au maximum de matières par jour, fait l'objet de plusieurs recours devant le tribunal administratif, émanant de l’association du Frémur à l’Arguenon et de riverains,.
Le 1er décembre 2022, le conseil municipal approuve l'a signature d'une servitude de passage d'une conduite transportant le gaz qui y serait produit jusqu'au réseau GrDF, critiqué par l'association du Frémur à l’Arguenon qui indique « Hier soir, le conseil municipal de Languenan a autorisé le maire à signer la convention tripartite GrDF-Languenan-Quévert. Il faut souligner que ce vote, à bulletins secrets, a été précédé par un vibrant plaidoyer en faveur du projet mené tambour battant par le maire, appuyé par sa 2e adjointe. 1-0 pour GrDF, mais le match n’est pas encore plié ! ».

## Toponymie
Le nom de la localité est attesté sous les formes Langanano en 1109, De Langanano au milieu du XIIe siècle, Languenan en 1235, Languennen en 1251, Parrochia de Langanan en 1278, Languenam vers 1330, Languenan à la fin du XIVe siècle et en 1516.
Son nom vient du breton lan, qui désigne le monastère de Kenan, saint breton originaire d'Irlande et s'orthographie de nos jours Langenan en breton moderne[réf. souhaitée].

## Histoire

### Temps modernes
Sous l'Ancien Régime, la paroisse de Languenan, enclavée dans l'évêché de Saint-Malo, faisait partie du doyenné de Bobital relevant de l'évêché de Dol et était sous le vocable de Jacques le Mineur[réf. nécessaire]

### Époque contemporaine
En 1879 est mise en service la gare de Corseul - Languenan  par la Compagnie des chemins de fer de l'Ouest, facilitant les déplacements des habitants et le transport des marchandises.

Langueman au tout début du XXe siècle
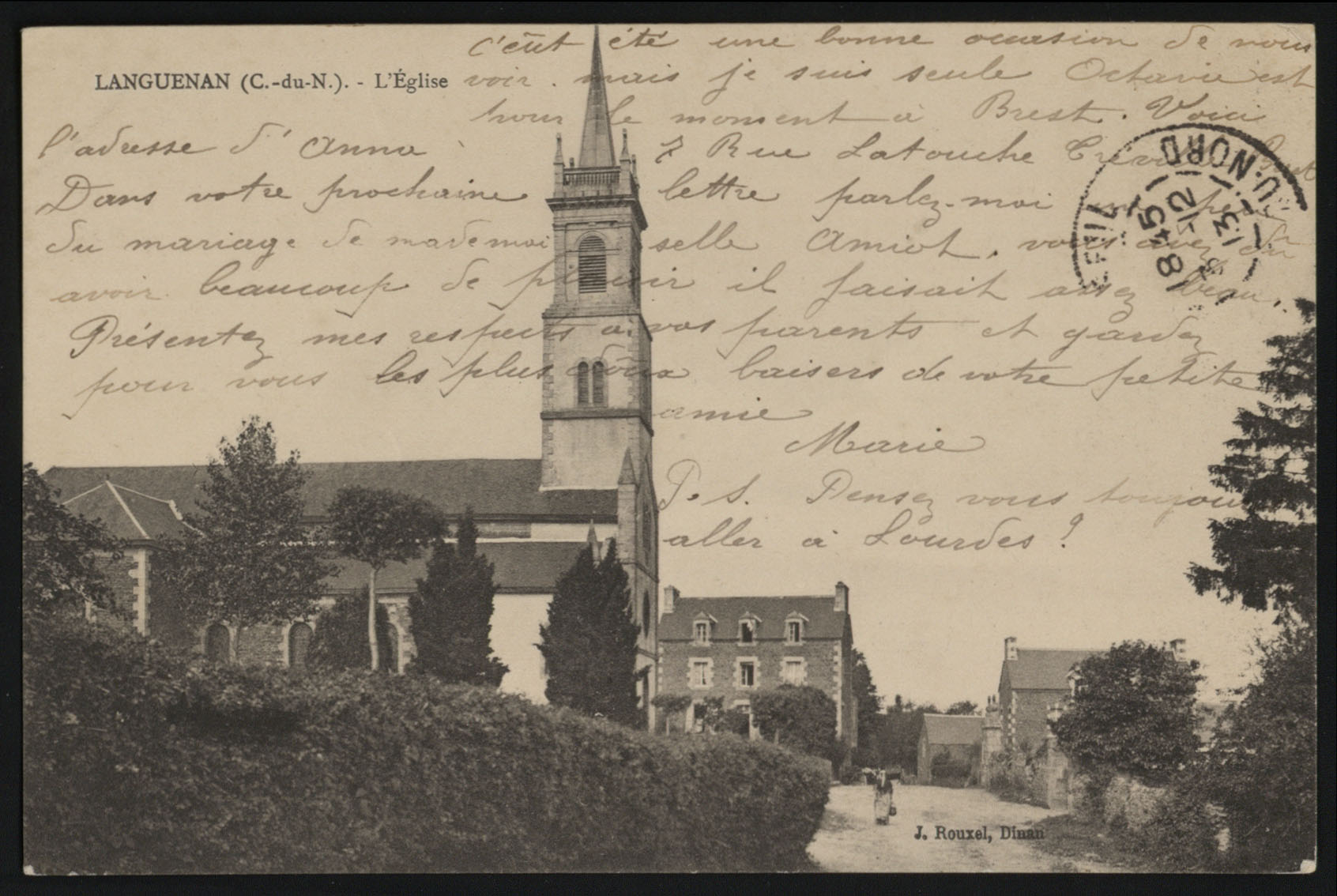
L'église.

## Politique et administration

### Rattachements administratifs et électoraux

#### Rattachements administratifs
La commune se trouve  dans l'arrondissement de Dinan du département des Côtes d’Armor.
Elle faisait partie depuis 1801 du canton de Plancoët. Dans le cadre du redécoupage cantonal de 2014 en France, cette circonscription administrative territoriale a disparu, et le canton n'est plus qu'une circonscription électorale.

#### Rattachements électoraux
Pour les élections départementales, la commune fait partie depuis 2014 d'un nouveau canton de Plancoët porté de 9 à 18 communes
Pour l'élection des députés, elle fait partie de la deuxième circonscription des Côtes-du-Nord.

### Intercommunalité
Languenan était membre de la communauté de communes de Plancoët Val d'Arguenon, un établissement public de coopération intercommunale (EPCI) à fiscalité propre créé en 1993 et auquel la commune avait transféré un certain nombre de ses compétences, dans les conditions déterminées par le code général des collectivités territoriales.
Dans le cadre de la mise en œuvre des prescriptions de la loi de réforme des collectivités territoriales du 16 décembre 2010, qui a prévu le renforcement et la simplification des intercommunalités et la constitution de structures intercommunales de grande taille, cette intercommunalité fusionne avec la communauté de communes du Pays de Plélan, créant le 1er janvier 2013 la communauté de communes Plancoët-Plélan.
Une seconde fusion intervient dans le cadre des dispositions de la loi portant nouvelle organisation territoriale de la République du 7 août 2015, qui prévoit que les établissements publics de coopération intercommunale (EPCI) à fiscalité propre doivent avoir un minimum de 15 000 habitants, cette intercommunalité a fusionné avec ses voisines pour former, le 1er janvier 2017, la communauté d'agglomération dénommée Dinan Agglomération, dont est désormais membre la commune.

### Liste des maires
| Période                                  | Période                   | Identité           | Étiquette | Qualité |
| ---------------------------------------- | ------------------------- | ------------------ | --------- | --- |
| Les données manquantes sont à compléter. |                           |                    |           | |
|                                          |                           |                    |           | |
|                                          | 1944                      | Jean-Marie Cochet  |           | |
| 1944                                     | 1945                      | Joseph Rault père  |           | Président du comité local de libération Président de la délégation spéciale                                                                                         |
| 1945                                     | 1947                      | Joseph Méhouas     | PCF       | Agriculteur, syndicaliste |
| 1947                                     | 1973                      | Joseph Rault père  | UDSR      | Négociant en céréales à Languenan |
| juin 1973                                | mars 2001                 | Joseph Rault fils, |           | Directeur retraité d'une entreprise spécialisée dans l’alimentation animale Président des courses hippiques de Dinan (2000 → 2012) Chevalier des Palmes académiques |
| mars 2001                                | mars 2008                 | Daniel Buchon      | DVD       | Retraité de l'aviation |
| mars 2008                                | mai 2020                  | Loïc Joly          | PS        | Cadre commercial de l’agriculture, |
| mai 2020                                 | juillet 2022,             | Jean Salaün        | PS        | Cadre retraité Mandat écourté par la démission d'une partie du conseil municipal                                                                                    |
| juillet 2022,                            | En cours (au 6 juin 2023) | Didier Morain      | SE        | Chef d’entreprise retraité |

## Équipements et services publics

### Enseignement
Les enfants de la commune sont scolarisés à l'école publique des Hirondelle et à l'école privée Sainte-Anne.

## Population et société

### Démographie
L'évolution du nombre d'habitants est connue à travers les recensements de la population effectués dans la commune depuis 1793. Pour les communes de moins de 10 000 habitants, une enquête de recensement portant sur toute la population est réalisée tous les cinq ans, les populations de référence des années intermédiaires étant quant à elles estimées par interpolation ou extrapolation. Pour la commune, le premier recensement exhaustif entrant dans le cadre du nouveau dispositif a été réalisé en 2008.

En 2022, la commune comptait 1 160 habitants, en évolution de −0,43 % par rapport à 2016 (Côtes-d'Armor : +1,78 %, France hors Mayotte : +2,11 %).
| 1793 | 1800 | 1806  | 1821  | 1831  | 1836  | 1841  | 1846  | 1851  |
| ---- | ---- | ----- | ----- | ----- | ----- | ----- | ----- | ----- |
| 935  | 688  | 1 086 | 1 213 | 1 052 | 1 118 | 1 092 | 1 115 | 1 084 |

| 1856  | 1861  | 1866  | 1872  | 1876  | 1881  | 1886  | 1891  | 1896  |
| ----- | ----- | ----- | ----- | ----- | ----- | ----- | ----- | ----- |
| 1 036 | 1 052 | 1 106 | 1 136 | 1 073 | 1 150 | 1 131 | 1 168 | 1 157 |

| 1901  | 1906  | 1911  | 1921  | 1926  | 1931 | 1936 | 1946 | 1954 |
| ----- | ----- | ----- | ----- | ----- | ---- | ---- | ---- | ---- |
| 1 124 | 1 096 | 1 100 | 1 016 | 1 022 | 979  | 954  | 902  | 843  |

| 1962 | 1968 | 1975 | 1982 | 1990 | 1999 | 2006 | 2008  | 2013  |
| ---- | ---- | ---- | ---- | ---- | ---- | ---- | ----- | ----- |
| 847  | 792  | 749  | 769  | 811  | 805  | 987  | 1 039 | 1 154 |

| 2018  | 2022  | - | - | - | - | - | - | - |
| ----- | ----- | - | - | - | - | - | - | - |
| 1 146 | 1 160 | - | - | - | - | - | - | - |

### Manifestations culturelles et festivités
Un comice agricole annuel a lieu en septembre.

## Culture locale et patrimoine

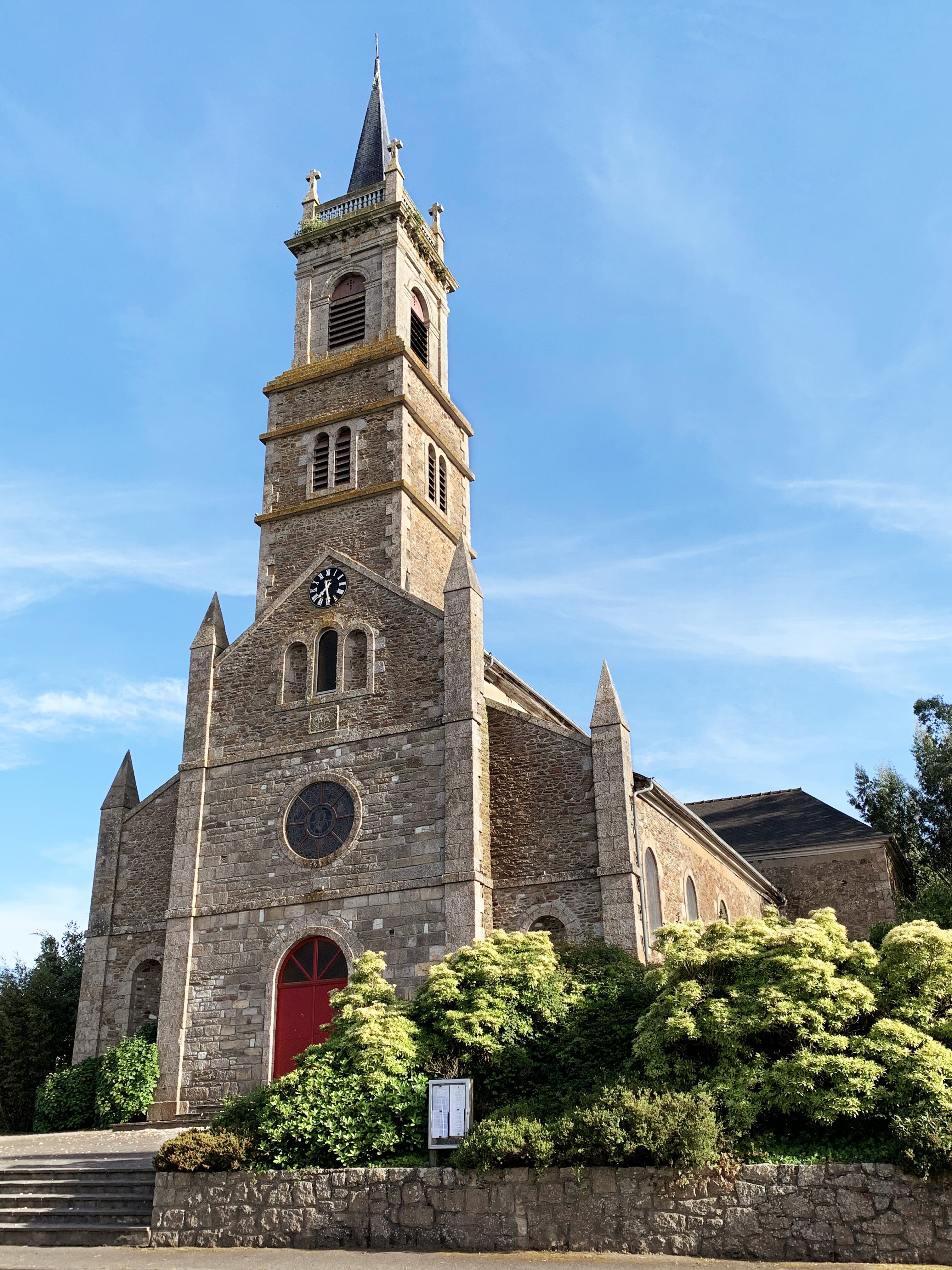
L'église Saint-Jacques-le-Mineur.

### Lieux et monuments
- L'église Saint-Jacques-le-Mineur, construite de 1846 à 1847 selon les plans de M. Fossey[47], respecte un plan en croix latine et comprend une nef flanquée de deux collatéraux et composée de cinq travées dont celle du clocher, le transept et le chœur[48].
- Monument aux morts, qui porte les noms de 66 soldats morts pour la Patrie[49] :
  - 59 sont morts durant la Première Guerre mondiale.
  - 7 sont morts durant la Seconde Guerre mondiale.

## Héraldique
| Blason de Languenan | Blason  | Taillé: au 1er de gueules au lion couronné d'or, au 2e d'hermine à l'araucaria de sinople; à la feuille de scie [cotice en barre vivrée par le haut] d'or, posée en barre et brochant sur la partition. |
| Blason de Languenan | Détails | Le statut officiel du blason reste à déterminer. |